# Sativanorte (ort)
Sativanorte är en ort i Colombia.   Den ligger i departementet Boyacá, i den centrala delen av landet, 230 km nordost om huvudstaden Bogotá. Sativanorte ligger 2 623 meter över havet och antalet invånare är 792.
Terrängen runt Sativanorte är bergig österut, men västerut är den kuperad. Terrängen runt Sativanorte sluttar brant österut. Runt Sativanorte är det ganska glesbefolkat, med 29 invånare per kvadratkilometer. Närmaste större samhälle är Socha Viejo, 16,6 km söder om Sativanorte. Trakten runt Sativanorte består i huvudsak av gräsmarker.